# Willemita
La willemita es un mineral del grupo de los silicatos de fórmula Zn2(SiO4). Su composición química corresponde a un 72,96% de óxido de cinc y un 27,04% de dióxido de silicio  SiO2. Como impurezas más comunes contiene aluminio, hierro, manganeso y plomo.
Fue encontrado por primera vez en 1830  en Kelmis (hoy Bélgica) y fue descrito por Armand Lévy. Se nombró así en honor al rey Guillermo I de los Países Bajos (1772–1843, Willem I). Ocasionalmente también recibe el nombre de belgita.

## Propiedades

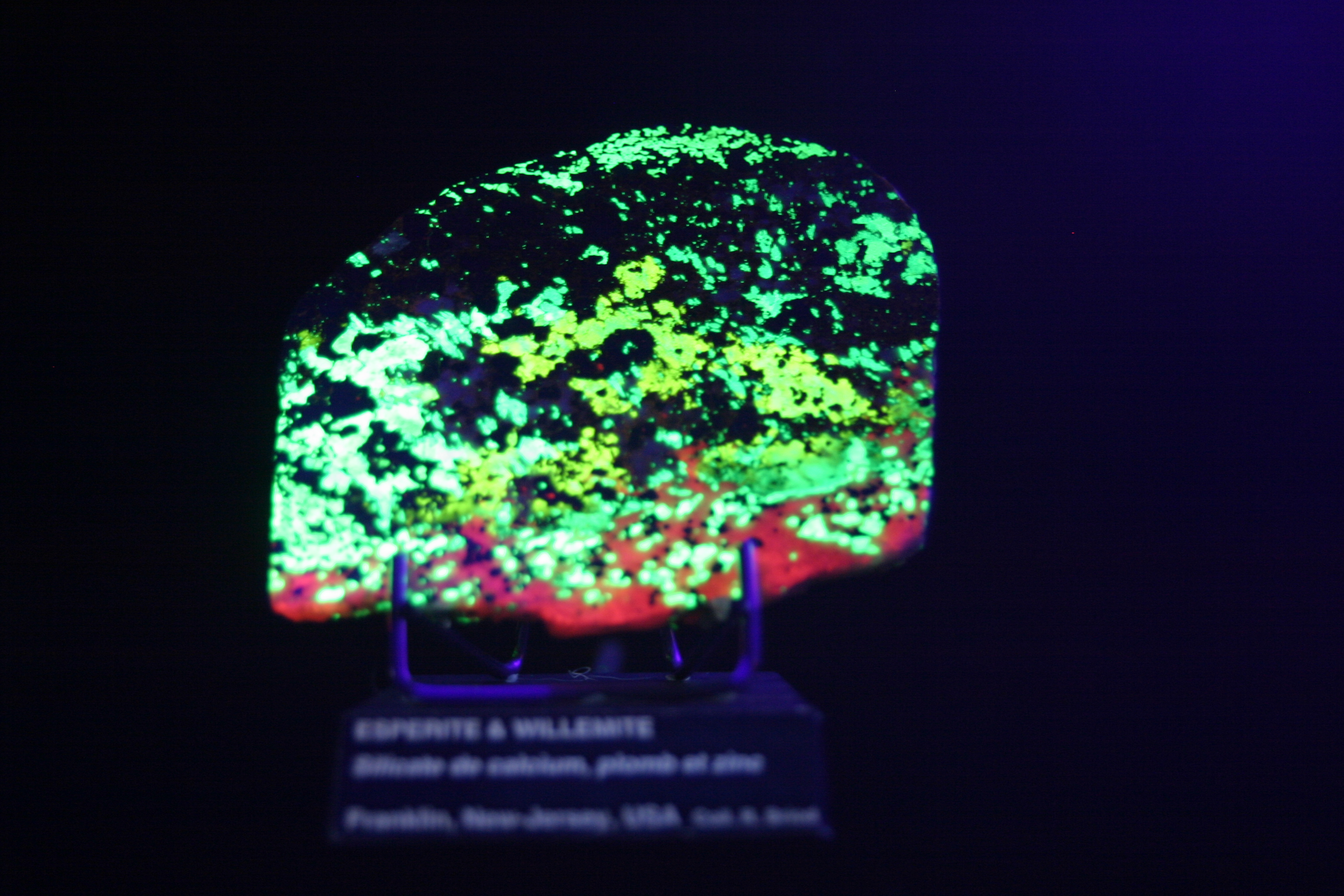
Willemita y esperita bajo luz ultravioleta.

La willemita puede tener diversos colores —blanco, verdoso, amarillento, gris, pardo, azul-verde— y tiene brillo graso o mate.
Es un mineral fluorescente y fosforescente, de color verde brillante bajo luz ultravioleta de onda corta y rayos X.
Si bien es uno de los pocos silicatos que pertenece al sistema cristalino trigonal, su red es romboédrica.

## Morfología y formación
Los cristales de willemita son fibrosos, romboédricos o tabulares.
Es un silicato de zinc secundario relativamente común en muchos depósitos de zinc o plomo-zinc que contienen o han contenido blenda; se forma a partir de este último mineral por la oxidación en un ambiente silíceo.
Generalmente asociado a caliza, también aparece asociado típicamente a cincita roja y franklinita.

## Yacimientos
En la naturaleza los yacimientos de willemita son escasos, pudiéndose destacar los de Franklin (Nueva Jersey, Estados Unidos), en donde aparece asociada a cincita y franklinita, y los de Arizona. En México hay yacimientos en Bolaños (Jalisco) y Batopilas (Chihuahua).

## Galería de imágenes

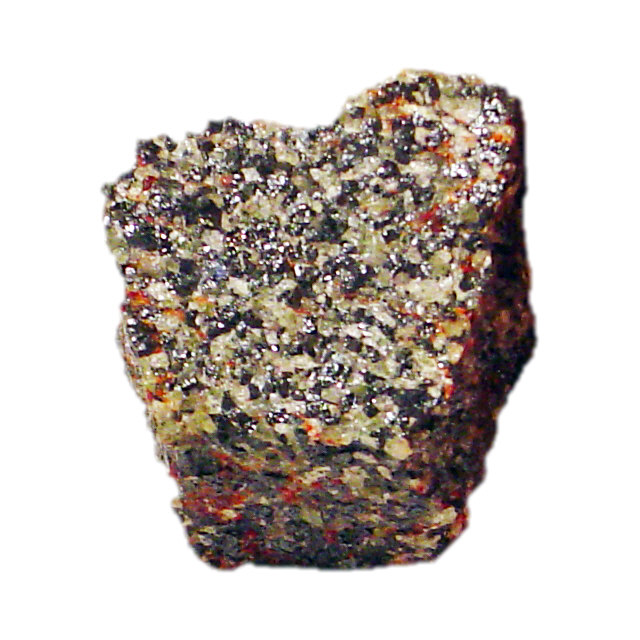
Willemita de Franklin, condado de Sussex (NJ)
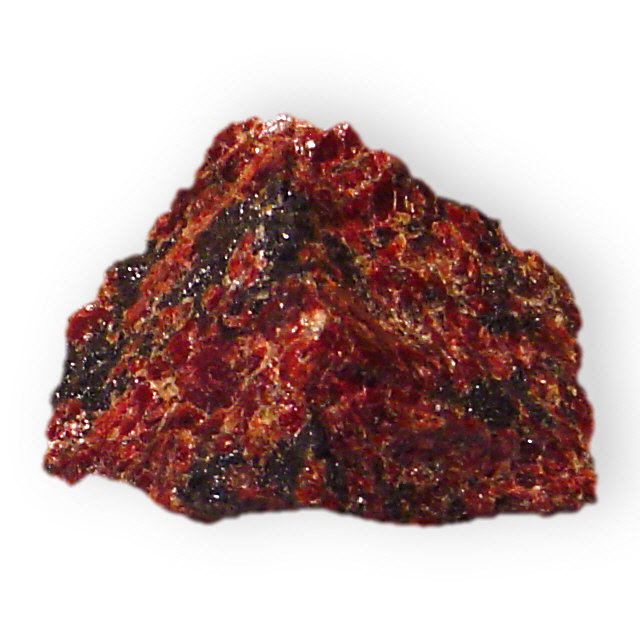
Willemita de Franklin, condado de Sussex (NJ)
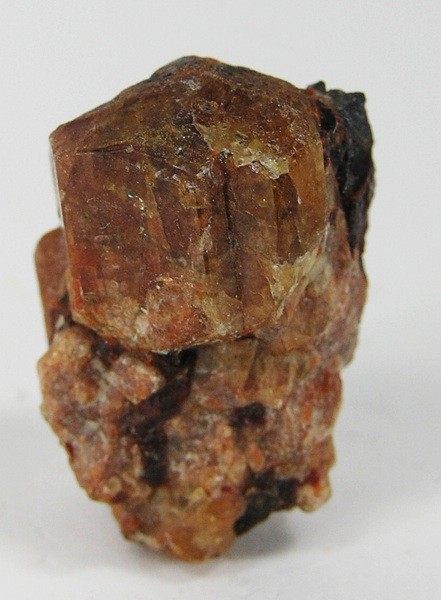
cristal naranja-marrón a la luz del sol…
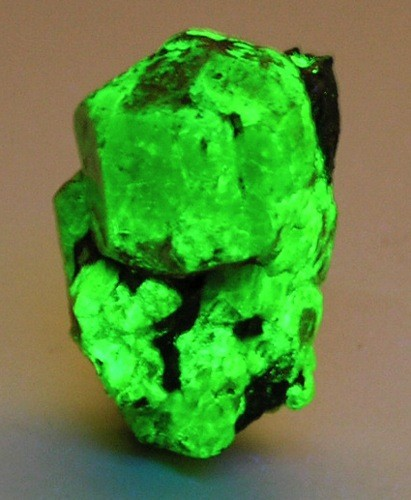
…y bajo luz UV